# Miragaia longicollum
Miragaia longicollum foi uma espécie de dinossauro da família Stegosauridae, do Jurássico Superior, encontrado na Formação Sobral, Portugal. Foi descrita em 2009 por Octávio Mateus e é a única espécie descrita para o gênero Miragaia. Este dinossauro viveu no período Jurássico. Miragaia possuía o maior pescoço entre todos os Estegossauros conhecidos, que incluía pelo menos dezessete vértebras.

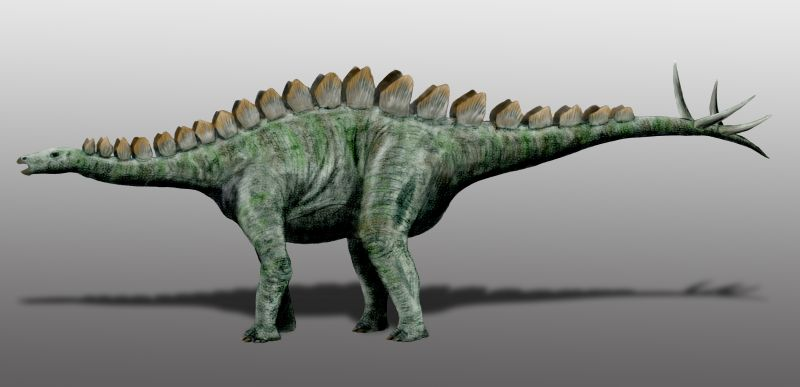
Restauração